# Гулянци
Гулянци (болг. Гулянци)  —  город в Болгарии. Находится в Плевенской области, входит в общину Гулянци. Население составляет 3190 человек (2022), находится в центральной части Нижнедунайской равнины, в центральной части севера области.

## История
Гулянцы возникли на месте древнего поселения, существовавшего на левом берегу реки Вит, которую фракийцы называли Утус. Турки назвали село Гюлян (от роза, тур. Gül), позже название трансформировалось в Гюлянде, затем Гюлянци, а позже приобрело нынешнее звучание Гулянци. 4 сентября 1974 года Указом № 1942 Государственного совета Народной Республики Болгарии Гулянци объявлены городом. Тогда же, в 1974 году, Гулянци стали центром небольшой общины, в которую входили ещё сёла Ленково, Шияково, Крета и Дыбован. С 5 декабря 1977 года выделена новая сельская система из 9 населённых пунктов: Гиген, Брест, Дыбован, Загражден, Милковица, Ленково, Долни-Вит, Сомовит и Гулянци, и трёх полномочничеств: Искыр, Крета и Шияково, а в соответствии с Указом Государственного совета № 2295 от 26.12.1978 года город Гулянци стал административным центром общины Гулянци, включающим 12 кметств.

## Политическая ситуация
Кмет (мэр) общины Гулянци — Лучезар Петков Яков (Болгарская социалистическая партия (БСП)) по результатам выборов 2007 года. Прежние кметы общины:
- по результатам выборов 1995 года Личо Тончев (коалиция партий Болгарская социалистическая партия (БСП), земледельческий союз Александра Стамболийского, политический клуб «Экогласность»);
- Виолин Иванов по результатам выборов 1999 («Будущее общины Гулянци») и 2003 года (bg:ОДС).